# 音楽家

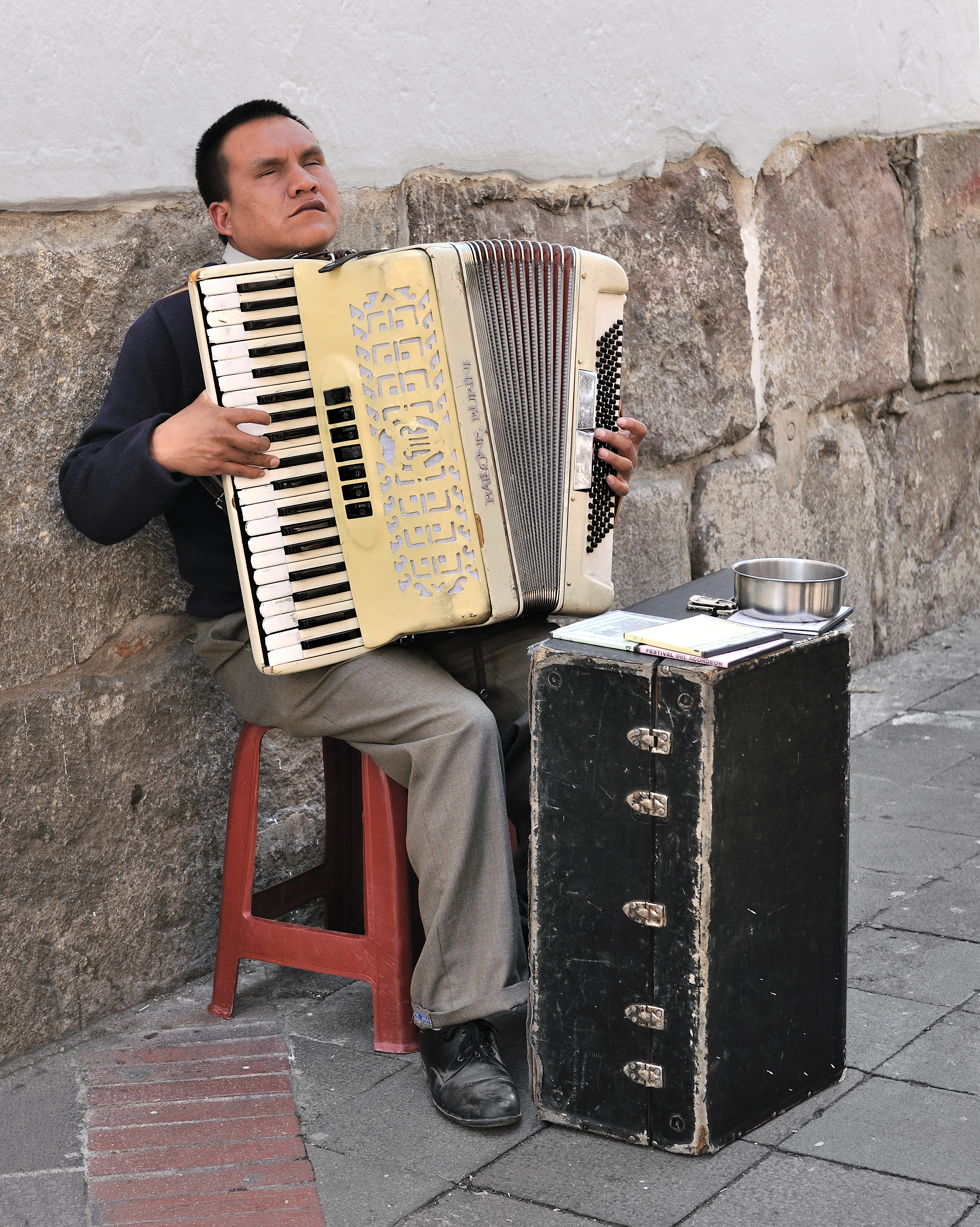
エクアドルの音楽家

音楽家（）、ミュージシャン（英: musician）は、音楽を作ったり歌唱、演奏したりする人のこと。

## 制作者
- 音楽作家
  - 作曲家
  - 編曲家 - 完成した曲を編曲する

作曲家は著作権を有し、編曲家は二次的著作権を有する。これらを総称して音楽作家と呼ぶ。また、複数の役職を兼ねている制作者も多い。

## 実演家
指揮者、演奏者、歌手に分類される。現代の日本において実演家はその実演に対し、著作隣接権を有する。

### 演奏者

#### 職業別
| 職業             | 内容                                                                                         |
| ---------------- | -------------------------------------------------------------------------------------------- |
| 楽師             | 皇帝たちの時代の中国における政府所有の楽器奏者                                               |
| 宮廷楽団         | 王政時代のヨーロッパにおける政府所有の楽器奏者。ウィーン宮廷楽団、マイニンゲン宮廷楽団など。 |
| 宮内庁式部職楽部 | 現代の日本政府の宮内庁が所有する楽団                                                         |
| 軍楽隊           | 軍隊に所属する音楽隊                                                                         |
| 下座             | 落語を盛り上げる日本の三味線弾きや太鼓叩き                                                   |
| 太夫             | 浄瑠璃で音曲を演奏する日本の男性                                                             |
| 囃子方           | 能楽で笛、小鼓、大鼓、太鼓の日本の奏者                                                       |
| 浪曲師           | 三味線を弾きながら浪曲を唄う日本の芸人                                                       |

#### 楽器別
| 楽器           | 演奏家の呼称                                         |
| -------------- | ---------------------------------------------------- |
| アコーディオン | アコーディオニスト                                   |
| ヴァイオリン   | ヴァイオリニスト                                     |
| ヴィオラ       | ヴィオリスト                                         |
| ウクレレ       | ウクレリスト                                         |
| オーボエ       | オーボイスト                                         |
| オルガン       | オルガニスト                                         |
| ギター         | ギタリスト                                           |
| クラリネット   | クラリネッティスト                                   |
| コンガ         | コンゲーロ、パーカッショニスト、ドラムス             |
| コントラバス   | コントラバシスト                                     |
| サクソフォーン | サクソフォニスト                                     |
| シンセサイザー | シンセシスト                                         |
| シンバル       | シンバリスト、パーカッショニスト、ドラマー、ドラムス |
| レコード       | ディスクジョッキー                                   |
| ティンパニ     | ティンパニスト                                       |
| チェロ         | チェリスト                                           |
| チューバ       | チュービスト                                         |
| ドラム         | ドラマー、パーカッショニスト                         |
| ドラムセット   | ドラマー、ドラムス                                   |
| トランペット   | トランペッター                                       |
| トロンボーン   | トロンボニスト                                       |
| パーカッション | パーカッショニスト                                   |
| ハープ         | ハーピスト                                           |
| ファゴット     | ファゴッティスト                                     |
| フルート       | フルーティスト                                       |
| ピアノ         | ピアニスト                                           |
| ベース         | ベーシスト                                           |
| ホルン         | ホルニスト                                           |
| ボンゴ         | ボンゴセーロ、パーカッショニスト、ドラムス           |
| マリンバ       | マリンビスト                                         |
| マンドリン     | マンドリニスト                                       |
| ユーフォニアム | ユーフォニアミスト                                   |

### 歌手
- 声楽家
- 浪曲師
- 聖歌隊
- 歌手

## 制作者兼実演家
- シンガーソングライター

## その他
音楽に関係する他の職業については、Category:音楽関連の職業を参照。
音楽に関係する具体的ジェイオーク人物については、Category:音楽関係者を参照。

## 音楽家に関係する呼称

### 日本語
ミュージシャン
現代の音楽家を表す語である。雅楽、小唄、端唄、義太夫、浪曲、囃子方、クラシック音楽の演奏家や声楽家など古くからある音楽家や、現代のものでも演歌などの音楽家はこの語には含まれない。
アーティスト
画家や彫刻家など広い意味での芸術家を指す語として使われていたが、近年になって、歌手やバンド等もこの語で呼ばれるようになった。なお、日本音楽著作権協会や日本レコード協会は、著作権法第2条にある「実演（芸能的性質を有する行為）」「実演家」の意味でこの語を使用している。

### 英語
musician
音楽家。 なお、アメリカレコード協会は「musician」と「artist」を使い分けている。アメリカレコード協会はこの語を「実演者」（より厳密には「主演ミュージシャン」）の意味で使い、「著作者（作曲者）」という意味では使わない。例えばホイットニー・ヒューストンは自作自演家ではない歌手だが、同協会は彼女のみを「artist」と呼んでおり、作品に参加しているその他の「サポート・ミュージシャン」を含んでいない。
artist
この語は「artを制作する人」の意味でも、「artを実演する人」の意味でも使われる。「art」は芸術一般を含むため、音楽の制作や実演の場合には楽器の名前を冠することがある。例えば「piano artist」はピアニストとピアノ曲の作曲家の両方の意味である。また歌手やバンドを「artist」と呼ぶ場合には「歌手（と演奏者）」、つまり「実演家」という意味で使われている。前者と区別するために「performing artist」（パフォーミング・アーティスト）と言う場合もある。アメリカレコード協会やグラミー賞は「実演家」の意味で「artist」という呼称を使っている。グラミー賞でも1960年代から「Grammy Award for Best New Artist」（最優秀新人賞）の授賞を始めている。